# Hot Rod Williams
Pour les articles homonymes, voir John Williams et Williams.
John Williams dit Hot Rod Williams (né le 9 août 1962 à Sorrento en Louisiane) et mort le 11 décembre 2015 à Bâton-Rouge en Louisiane) est un joueur américain de basket-ball de NBA de 1986 à 1999.

## Biographie
John Williams, intérieur de 2,10 m issu de l'université Tulane, est sélectionné par les Cavaliers de Cleveland lors de la draft 1985 au 21e rang (2e tour). Il a aussi porté les maillots des Suns de Phoenix et des Mavericks de Dallas.
John Williams connut une solide carrière à Tulane, mais celle-ci prit fin d'une manière très controversée. Le 27 mars 1985, Williams fut arrêté comme suspect dans le cadre de paris illégaux. Il aurait accepté 8 550 dollars pour manipuler des rencontres face à l'université du Mississippi du Sud, l'université de Memphis  et l'université Virginia Tech. Williams fut inculpé pour corruption et conspiration, mais le 16 juin 1986, un jury le relaxa de tous les faits qui lui étaient reprochés.
Cependant, à cause de ce procès, John Williams ne passa pas la saison 1985-1986 en NBA, mais dans la United States Basketball League. Commençant  sa carrière avec les Cavs l'année suivante, Williams fut nommé dans la NBA All-Rookie Team, avec ses coéquipiers Ron Harper et Brad Daugherty. Sa meilleure saison eut lieu en 1989, avec des moyennes de 16,8 points, 8,1 rebonds et 2,04 contres par match dans un rôle de sixième homme. Williams disputa neuf saisons avec les Cavs avant d'être transféré aux Suns contre Dan Majerle. Actuellement, Williams demeure le meilleur contreur de l'histoire des Cavs (1 200) et est leader au nombre de minutes jouées (20 802).